# John Alexander Finlay
John Alexander Finlay, britanski general, * 1896, † 1956.